# Valentin Preißler
Valentin Preißler (* 2. Februar 1988 in Rosenheim) ist ein deutscher Jazzmusiker (Saxophon, Komposition).

## Leben und Wirken
Preißer, der in einer musikalischen Familie aufwuchs, begann mit sechs Jahren mit klassischem Klavierunterricht. Durch die Plattensammlung des Vaters und Besuche im örtlichen Jazzclub LePirate entdeckte er den Jazz. Mit 14 Jahren wechselte er aufs Saxophon, auf dem ihn Mulo Francel unterrichtete. Er studierte Jazz an der Hochschule für Musik und Theater München bei Leszek Zadlo und Florian Trübsbach. Ferner besuchte er Workshops bei Randy Brecker, Jiggs Whigham, Richie Beirach, Joe Haider, Tony Lakatos und David Gazarov.
Preißer spielte mit Terri Lyne Carrington, Richie Beirach, Brad Leali, Peter Weniger, Tim Collins und Leo Betzl. Er trat deutschlandweit in unterschiedlichen Formationen auf. Sein Debütalbum Der wehmütige Elefant veröffentlichte er 2021 beim Label Dreamshelter mit einem „All-Star-Quintett“, zu dem Chris Gall, Philipp Schiepek, Andreas Kurz und Zhitong Xu gehören.   Weiterhin spielte er im Trio Hut Ab, mit Peter Wiegand & Combo und den Drahtziehern. Als Jazzsolist war er an der Produktion Barock in Blue des Münchner Motettenchors beteiligt.
Preißler erhielt 2012 den Kulturförderpreis der Stadt Rosenheim. Als Saxophondozent lehrt er an der Neuen Jazzschool München.